# Sydliga samer
Sydliga samer är en benämning på ett antal samiska grupper i Sverige som historiskt har bott utanför fjällvärlden i Svealand och södra Norrland och var de sydligaste samerna i Sverige. De är ej att förväxla med sydsamer som är fjällsamer i både Norge och Sverige och som traditionellt har talat sydsamiska. Båda grupperna var delmängder av samer i Mellanskandinavien.
En rad olika samiska grupper har levt helt eller delvis i mellersta Sverige och södra Norrland, utöver fjällsamerna. Det var bland annat skogssamer utan skatteland, kustskogssamer (kustnära skogssamer utan skatteland) och sjösamer. Kustskogssamerna var mer mobila än skogssamerna, men befann sig vid kusten under sommaren. Förutom renskötsel, jakt och fiske kom en del sydliga samer att försörja sig som handlande, sjömän, soldater eller sockenlappar. Sockenlapparna var en specialiserad yrkesgrupp och härstammade som regel från någon av tidigare nämnda samiska grupper. Samlingsnamnet sydliga samer för dessa grupper som inte var fjällsamer började användas av etnologen Ingvar Svanberg år 1976. Skälet till att ett heterogent samlingsbegrepp har börjat användas är att ny forskning visar att det fanns omfattande kontakter och ofta släktskap mellan samer i Mellansverige och Mellannorrland som inte var fjällsamer, att de i huvudsak var endogama och att det förekommer spekulationer om att de skulle kunna ha talat samma språk — ett utdött samiskt språk som åtminstone talades bland samerna som samlades i Gästrikland runt 1770 — innan de övergick helt till svenska.   
Under flera omgångar försökte svenska staten att fördriva de sydliga samerna till fjällvärlden. Många samer fick senare tillstånd att stanna, under förutsättning att de tog anställning som s.k. sockenlappar och utförde olika arbeten åt allmogen. Under andra halvan av 1700-talet gick de sydliga samerna mot ökad bofasthet. Efter att systemet med sockenlappar upplöstes kom de sydliga samerna att assimileras in i den svenska majoritetsbefolkningen. En av de sista sydliga samerna med äldre livsstil var Nils Erik "Nisse" Wahlman (1861–1947) i Valbo utanför Gävle.

## Bosättningsområde

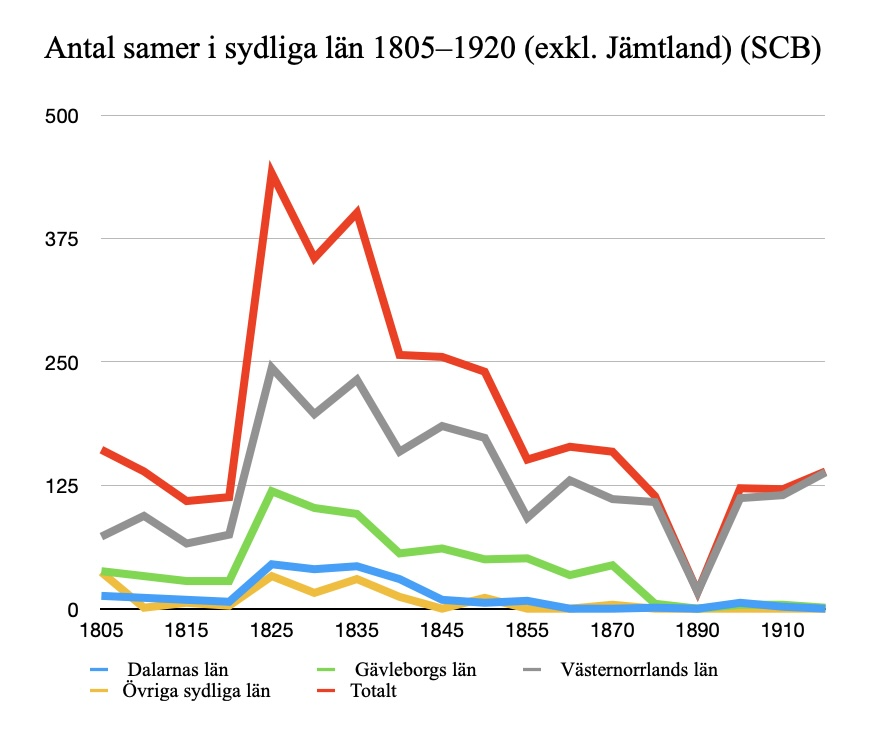
Den samiska folkmängden i sydliga län 1805–1920, exklusive Jämtlands län. Uppgifterna har rapporterats var femte år 1805–1855 och tionde år 1860–1920. Källa: SCB.

De sydliga samerna levde inom ett område som huvudsakligen innefattade delar av Dalarnas, Gävleborgs, Jämtlands och Västernorrlands län. Det har också funnits skogssamiska och sockenlapska grupper i nordvästra Uppland och delar av Västmanland.
I Medelpad och Ångermanland började de flesta socknar att anställa sockenlappar på 1730-talet. Arbetet kombinerades ofta med jakt och fiske och en släkt kunde stanna i samma socken i generationer. De levde sida vid sida med, men var fortfarande avskiljda från, fjällsamerna. Många samesläkter i Hälsingland var besläktade med samer i Medelpad och Ångermanland, och var delvis samma släkter.

## Förhistoria
Under järnåldern levde en heterogen befolkningsgrupp i mellersta Sverige och Norge i områden utanför odlingsbygden där jakt och fiske var särskilt viktiga näringar. Efter dessa huvudsakligen fångstbaserade grupper finns insjö- och fjällgravar, som återfinns i skogs- och fjällområden i Mellanskandinavien, däribland i delar av Jämtlands, Dalarnas och Gävleborgs län. Ibland kallas dessa gravar för fångstmarksgravar och de har anlagts från 200-talet f.Kr. till tidig medeltid. Insjögravar är ofta gravfält som anlagts på sydvända uddar vid större insjöar. De grupper som anlagt dessa gravar och andra lämningar sammanfattas ibland under benämningen fångstmarkskulturen.

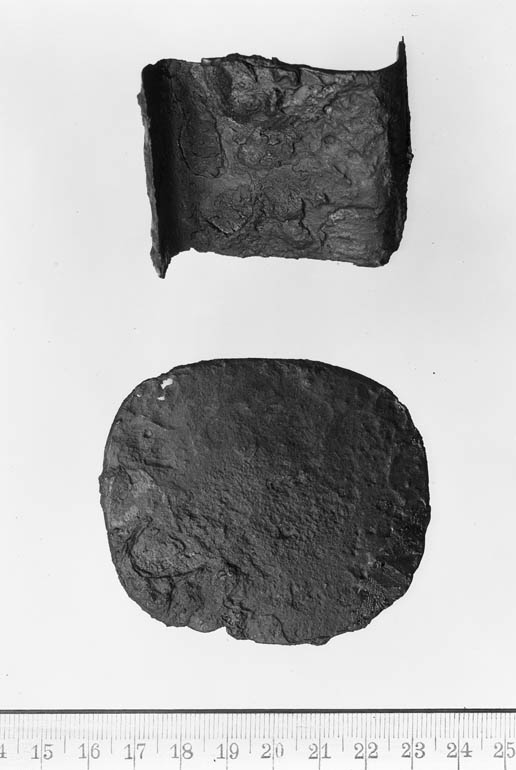
Två gravfynd från gravfältet på Norra Bredsundsnäset i Transtrand. Enligt arkeologen Inger Zachrisson är den Z-formiga skinnskrapan (överst) kännetecknande för samisk kultur.

Fångstmarkskulturens etnicitet, eller etniciteter, är ett omdebatterat ämne och gravarnas läge – som till stor del sammanfaller med dagens sydsamiska område – liksom dess gravgåvor har fått flera forskare att benämna fångstmarkskulturen helt eller huvudsakligen sydsamisk. Inger Zachrisson är en av de mest tongivande företrädarna av den hypotesen, medan andra arkeologer som Evert Baudou ser fångstmarksgravarna som influerad av nordgermansk bondekultur och tillskriver dem en germansk etnicitet. Zachrisson avser med begreppet sydsamer olika förhistoriska jägar-samlar-grupper i Mellanskandinavien med samisk etnicitet som åtskiljde sig från nordgermaner och nordsamer. Enligt Zachrissons dualistiska kultursyn präglades Mellanskandinavien under järnåldern av närvaron av två grupper, nordgermaner och sydsamer.
Gravfynd från fångstmarksgravar har pekats ut som dels nordiska/germanska och dels som samiska. Detta har förklarats med att människor från fångstkulturen och jordbrukskulturen kunde gifta sig med varandra, och byta kulturell identitet, och då i synnerhet personer i de övre samhällsskikten. Detta skulle innebära att fångstmarkskulturen var ett sorts blandsamhälle av en fångstkultur (som ofta betraktas som till övervägande del samisk) och en jordbrukskultur (i huvudsak nordisk). Regionens olika näringsgrenar interagerade genom nära handelsförbindelser med varandra och under järnåldern bedrevs enligt Per H. Ramqvist småskalig renskötsel och älgfångst för husbehov utanför fjällvärlden av vad som kan ha varit en annan grupp jägare-samlare, bland annat i Norrlands södra kustland (dagens Gästrikland). Ramqvist identifierar således skillnader mellan jägare-samlare i Södra Norrlands kustland, Södra Norrlands inland respektive Norra Norrlands inland.
Den dualistiska kultursynen, där same/nomad och german/jordbrukare klumpats ihop och satts i motsatsförhållande, har fått kritik av flera forskare. Det är nästan omöjligt att göra en klar gränsdragning mellan olika grupper, och en del forskare anser att frågan vilken etnicitet fångstmarkens folk hade är mycket svår att besvara, eller rent av irrelevant. Bjørnar Olsen och Lars Ivar Hansen beskriver fångstmarkskulturen som kreoliserad och framför att de etniska relationerna i mellersta Skandinavien kan ha sett annorlunda ut än i de nordliga delarna.
Ytterligare en forskare som gett sig in i debatten är den finländska språkforskaren Minerva Piha, som intagit ett huvudsakligen lingvistiskt och arkeologiskt perspektiv. Hon utgår från sina jämförande studier av urnordiska lånord i sydsamiskan och arkeologiska fyndkategorier i Jämtlands och Dalarnas fångstmarksgravar. Piha finner därigenom stöd till hypotesen att individer i bland annat Dalarna och Jämtland som tillhörde fångstmarkskulturen bedrev tamdjurshållning (ej renskötsel) – och att de talade ett sydursamiskt språk. Sydursamiskan utvecklades senare till bland annat dagens sydsamiska. Piha menar att de äldsta fångstmarksgravarna, såsom Krankmårtenhögen i Härjedalen från 200 f.Kr.–200 e.Kr., anlades av personer som talade ett paleoeuropeiskt språk. Detta var olika språk som föregick de senare inkomna indoeuropeiska och uraliska språken. Därefter dök det sydursamiska språket upp i området, liksom urnordiska, och blev snart kraftigt uppblandat med det paleoeuropeiska substratspråket(en). Enligt Piha anlades de flesta fångstmarksgravar från tiden efter 200 e.Kr. av individer som talade sydursamiska. Denna hypotetiska språkövergång understryker vikten av att skilja på etnicitet, kultur och språk, som visserligen är intimt sammankopplade men skilda företeelser.

## Historia
Det skriftliga källmaterialet från 1600-talet och framåt visar på en kontinuerlig samisk närvaro i delar av Svealand och södra Norrland. För äldre tider är man huvudsakligen hänvisad till arkeologiska källor.

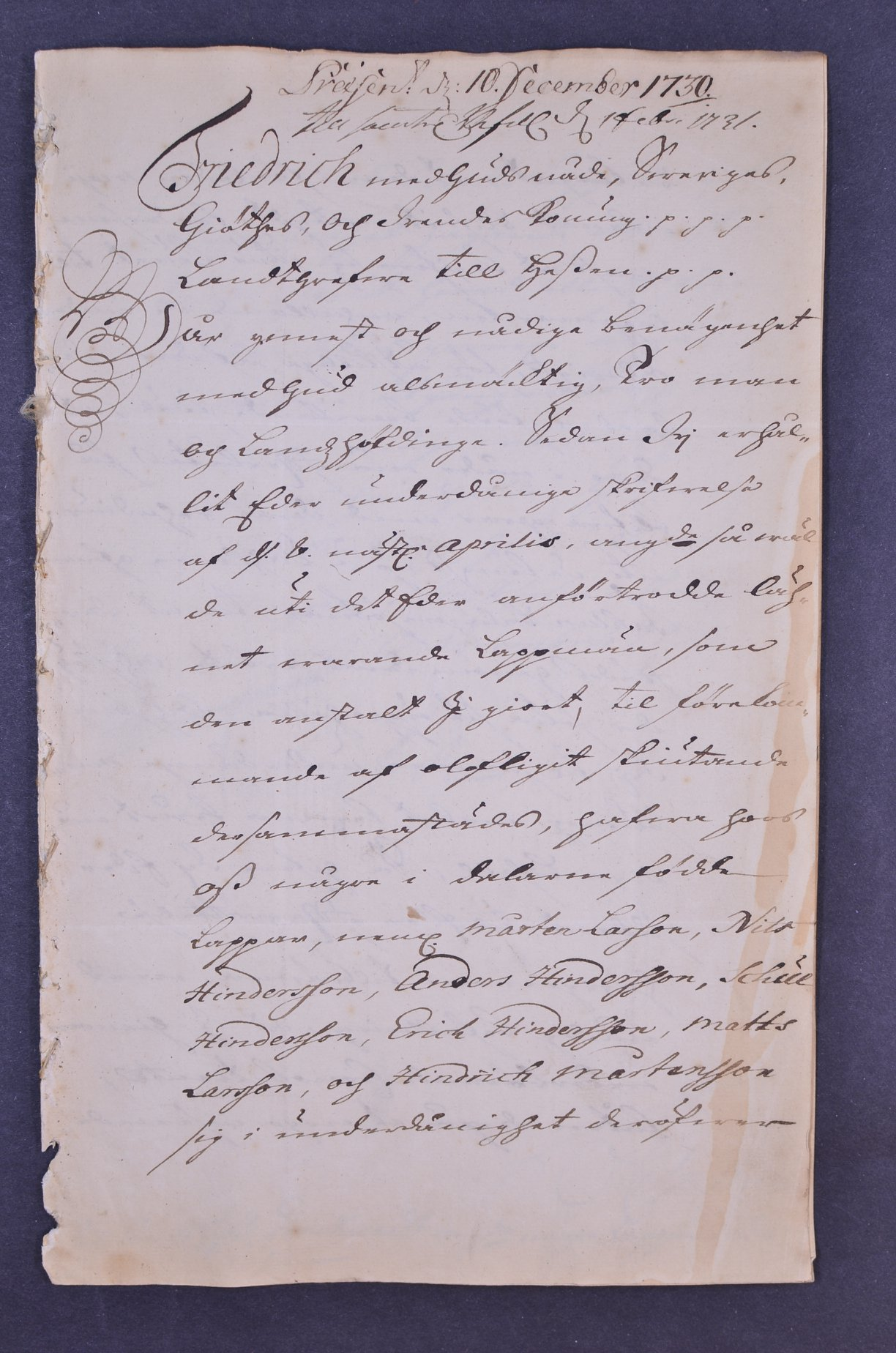
Resolution från 1730 där Fredrik I ger samerna i Dalarna tillstånd att "i nåden må efterlåtas så bliva kvar med deras rendjur uti de längst up i Dalarna ovan Falun belägna socknar, till och därstädes genom deras arbete och slöjder söka sitt uppehälle".

### Fördrivningar
Statliga myndigheter gjorde under 1600- och 1700-talen flera försök att fördriva samer som bodde utanför lappmarken i Mellansverige. 1671 utfärdades ett särskilt plakat om samer som ansågs ha lämnat sina rätta fädernesbygder i lappmarken. Beslutet följdes upp med nya förordningar under 1720-talet.
Under 1640- och 1650-talen pågick en fördrivningsprocess i dåvarande Hudiksvalls län, bestående av landskapen Härjedalen, Hälsingland och Gästrikland. Landshövdingen Ivar Nilsson (Natt och Dag) befallde länsmännen att fördriva samerna från Hälsingland. Förhoppningen var att allmogen skulle agera angivare och uppge var samerna uppehöll sig. På ett landsting 1652 beslutades att allmogen inte fick tillåta samer att bosätta sig i landskapet.
År 1720 utfärdades en kunglig förordning om att alla samer utanför lappmarkerna skulle deporteras norrut. Förordningen fick inte omedelbart önskad effekt och förnyades flera gånger. Landshövdingar och kronobetjänter i berörda områden fick ansvaret att ta reda på var samerna uppehöll sig tills de kunde bli deporterade. De samer som inte kunde bevisa att de besökt gudstjänsten skulle gripas och sättas på straffarbete för "at låta leda sig til Guds kundskap". Många samer fick i förlängningen tillstånd att stanna och tog anställning som sockenlappar.

### Bofastgörande
Redan på 1750-talet började samer i Gästrikland och Hälsingland att gå mot en mer bofast livsstil och många av dem hade blivit anställda som sockenlappar, men fortsatte trots detta att bedriva småskalig renskötsel. En länskungörelse utfärdades 1756 i dåvarande Västernorrlands län om att samernas bössor skulle beslagtas under den förbjudna jakttiden. Orsaken var att samerna genom sin jakt ansågs göra skada på viltet och skogsfåglar.
Frågan om att göra de sydliga samerna bofasta blev allt mer aktuell under slutet av 1700-talet. Kungliga Patriotiska Sällskapet utlyste 1789 en skrivtävling om de så kallade kringstrykande samernas framtid. Några av förslagen gick ut på att assimilera och bofastgöra befolkningen och i ett av förslagen framförs att de "borde vara skrivna i vissa socknar och anvisade områden på sockenallmänningen och vid svårt straff förbjudas att flytta någon annanstans". Året innan, 1788, hade en förordning om hemortsrätt införts. Förordningen innebar att personer kunde nekas inflyttning till de socknar som de inte varit mantalsskrivna i, om socknen kunde anta att de inom kort skulle få behov av socknens fattigkassa. I vilken utsträckning lagen tillämpades på nomadiserande samer är oklart. 1790 eller 1791 rapporterade kanslirådet Anders Schönberg att man upp uppmuntrat sockenlappen i Österfärnebo "at bygga sig hus, där han mästadels wistas och wore önskeligt, om man sålunda småningom här i landet kunde förena lapparna med de öfriga landets inbyggare."
Samernas sociala utanförskap, fattigdom och utsatthet ökade genom bofastgörandet. Enligt historikern Peter Ericson var den höga spädbarns- och barnadödligheten mycket påtaglig och många samer dog i epidemiska sjukdomar eller i barnsäng.

## Sydliga samiska grupper
Samlingsbegreppet sydliga samer kan användas för att beskriva ett flertal samiska grupper som historiskt har bott helt eller delvis utanför fjällvärlden i Svealand och södra Norrland och var de sydligaste samerna i Sverige. Dessa grupper kan bland annat kategoriseras efter näringsutövande och livsstil. Det var bland annat skogssamer utan skatteland, kustskogssamer (kustnära skogssamer utan skatteland) och sjösamer. Förutom renskötsel, jakt och fiske kom en del sydliga samer att försörja sig som handlande, sjömän, soldater eller sockenlappar. Sockenlapparna var en specialiserad yrkesgrupp och härstammade som regel från någon av tidigare nämnda samiska grupper.

Det har också funnits en fjällsamisk närvaro vintertid inom delvis samma områden som haft en skogssamisk och sockenlapsk närvaro. För det mesta handlade det om sydsamer från Jämtlands län som nyttjade kustområden för vinterbete. Detta fortgick i Hälsingland ännu på 1920-talet.

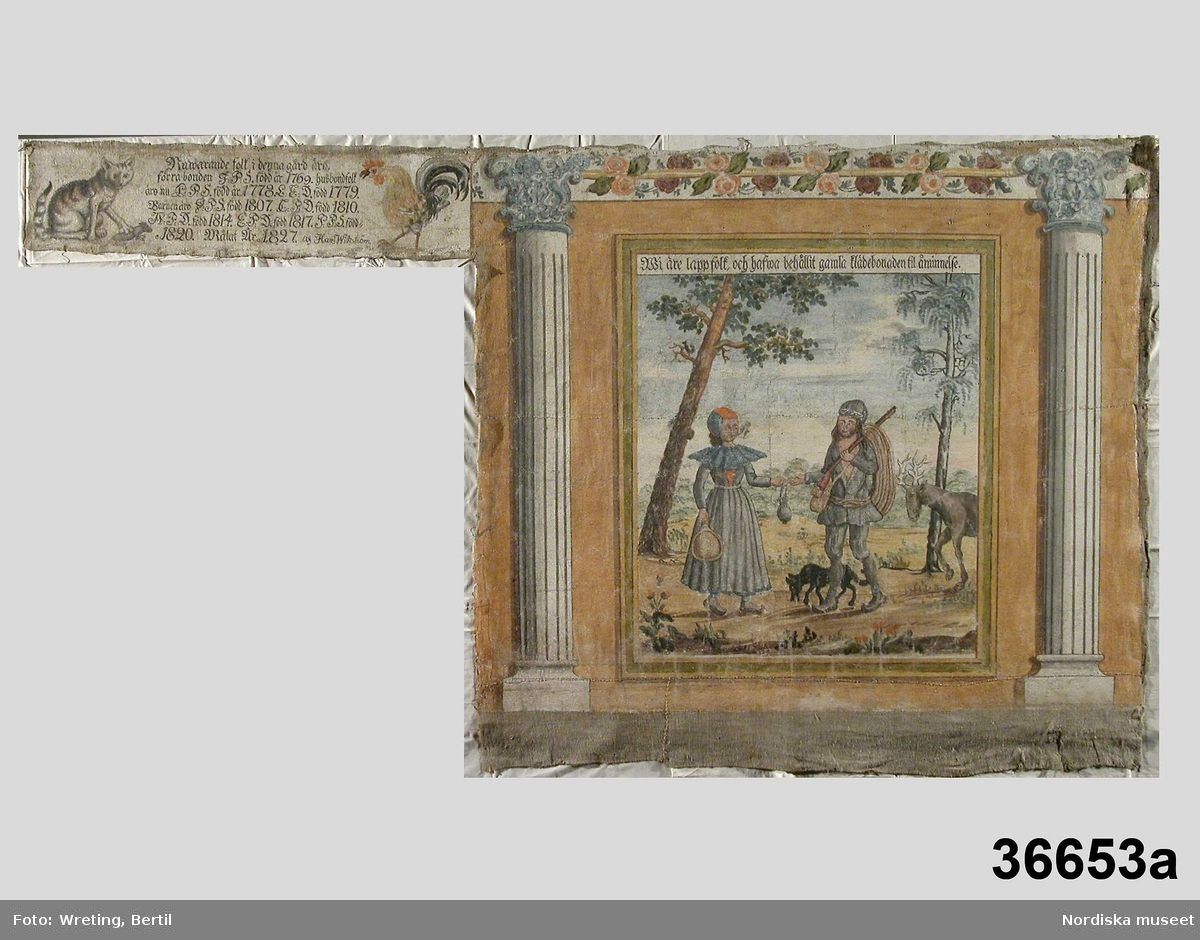
"Wi äre lappfolk, och hafwa behållit gamla klädebonaden til åminnelse". Väggbonad från Vreta by i Österfärnebo socken av allmogemålaren Hans Wikström 1827. Målningen visar förmodligen skogssamer.

### Skogssamer
Skogssamer (utan skatteland) var samer som var verksamma i skogslandskapet hela året och därmed inte flyttade upp till fjällen sommartid, till skillnad mot fjällsamerna. De finns belagda i skriftliga källor från mellersta Sverige sedan 1600-talet. Skogssamernas boplatser låg ofta vid sjöar eller i kusttrakterna och många anställda så kallade sockenlappar hade ursprung från denna grupp av samer.
Enligt Ingvar Svanberg hade skogssamerna i mellersta Sverige små renhjordar och bedrev renskötsel på skogs- och myrområden.

### Kustskogssamer
Kustskogssamerna var mer mobila än skogssamerna och befann sig vid kusten under sommaren. Begreppet är myntat av historikern Peter Ericson. Ibland räknas kustskogssamerna till skogssamerna.
Under sin lapplandsresa 1732 mötte Carl von Linné samer redan i Jättendal, Hälsingland. Han skrev i sin dagbok: "Strax jag var kommen fram om skogen hinte jag 7 stycken lappar, som körde sina renar, 60 á 70, vilka hade sina späda lamm. Hornen voro på mest avfallna och nya hade på flesta begynt spricka ut. Jag frågade dem, hur de kom att vara här nere. De sade sig här vid havssidan vara födda och här vilja dö, talte god svenska.”

### Sjö- och kustsamer
Sjö- eller kustsamer (utan skatteland) var samer som levde i kustmiljöer och försörjde sig på jakt och fiske. Edvinger och Wennstedt nämner skogssamer i Hälsingland som försörjde sig som fiskare, i en del fall kombinerat med renskötsel.

### Socken- och stadslappar
Sockenlappar var en yrkeskategori som kan spåras tillbaka till 1730-talet. De härstammade som regel från någon av tidigare nämnda samiska grupper och är kända från landskapen Dalarna, Gästrikland, Hälsingland, Jämtland, Medelpad, Uppland, Västmanland och Ångermanland. Systemet etablerades i Uppland och Västmanland först under 1800-talets första hälft. En viktig del av sockenlapparnas arbetsuppgifter var slakt och kastrering av hästar, hundar och katter vilket var ett arbete som bönderna själva inte ville utföra. De kunde även hjälpa till med skinnberedning och rovdjursjakt och förse bönderna med rotslöjd, nottögor, tenntrådsbroderade kjolväskor och andra hantverk. I städer längs södra Norrlandskusten fanns även stadslappar, vilket var stadens motsvarighet till sockenlappen. En del sockenlappar rekryterades från fjällsamiska miljöer och det förekom också att svenskfödda personer anställdes.
I många socknar i dåvarande Kopparbergs och Västernorrlands län vände sig allmogen i samband med fördrivningarna på 1720-talet till sina landshövdingar och bad om att få behålla "en eller annan lapp såsom nödiga och bekvämliga till åtskilliga hushållstarvor och slöjder". Några samer i Dalarna vände sig direkt till kung Fredrik I och begärde i en supplik att få stanna där "vi här tills vistande varit, som och att våra förfäders fäder härstädes äro födda och in till deras dödsdagar sitt uppehälle här haft". I november 1730 fick samma grupp av samer tillstånd att stanna med sina renar i socknarna norr om Falun. Villkoret var att de "därstädes genom deras arbete och slöjder söka sitt uppehälle" och att de inte ägnade sig åt illegal jakt. Även i dåvarande Västernorrlands län, omfattande främst nuvarande Gävleborgs, Jämtlands och Västernorrlands län, fick många samer tillstånd att stanna. 1732 och 1733 indelades exempelvis samer i bestämda socknar i Hälsingland.

## Näringar
Skogssamisk renskötsel södra Norrland är dokumenterat sedan 1600-talets första hälft och upphörde först under 1800-talet. Renskötseln kombinerades ofta med fiske och jakt på vilt, skogsfåglar och rovdjur. Rotslöjd, hornarbeten, tillverkning av fiskeredskap och tenntråd liksom andra hantverk bedrevs för allmogens behov.

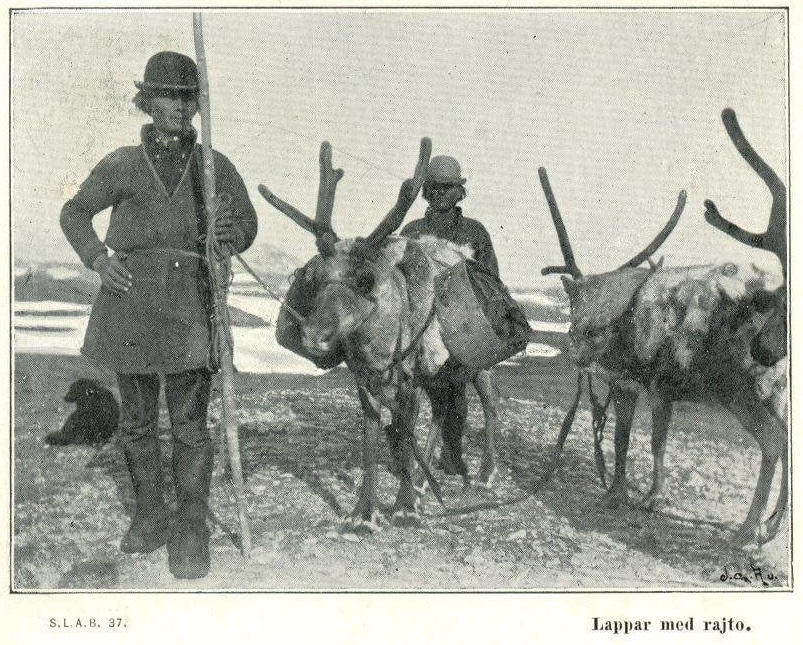
Vykort föreställande samer med renekipage i Hässjö socken i Medelpad. Männen tillhör förmodligen sockenlappssläkten Backlund. Foto: Ingen uppgift, omkring 1902.

### Skogsrenskötsel
I äldre reseskildringar finns många exempel på möten med renhjordar och renskötande samer i Mellansverige. 1736 observerades en renhjord i Harmånger i Hälsingland av fransmannen Regnaud Outhier, och bergsrådet Anton von Swab besåg 100 renar på Middagsberget i Bjuråker i Hälsingland i augusti 1797.
Johan Isac Adelswärd beskrev i augusti 1765 i sin resedagbok en samisk bosättning i trakten av Åls socken i Dalarna. Adelswärd skriver att samerna hade renar "hvars horn denna tiden på året äro ludna och varma". Några år tidigare, 28 september 1762, besökte den tyske bergmästaren Daniel Gottfried Schreber (1708–1777) Vika i Dalarna där han mötte fem samefamiljer med omkring 120 renar. Adolf Ludvig Hamilton fick under ett besök i Rättvik 1779 syn på "40 renar som drevos fram på en gång och prydde en tableau som utom dem varit även så kal som den med dem alltid var vild och besynnerlig om aftnarna fästas dessa nyttiga djuren vid pålar kring kojorna, men gå om dagen med vallhjon i skogen".
Skogssamisk renskötsel kunde ibland vara mer storskalig, vilket ett tingsprotokoll från hösttinget i Ockelbo 1790 bekräftar. Samerna i Ockelbo hade en renhjord på 400 renar, vilket var ett så stort antal att det upplevdes som ett problem bland lokala bönder. Bönderna hävdade att renarna orsakat skada på deras åkrar, men samerna hävdade till sitt försvar att de bevakade sina renar så att ingen sådan skada skedde. Däremot bedrev andra samer renskötsel i området vissa tider på året, vilkas renar kunde ha orsakat skadan. I södra Gästrikland bedrevs skogsrenskötsel ännu på 1820-talet.

### Jakt
Bland de sydliga samerna hade jakt på rovdjur, skogsfåglar och vilt stor betydelse. Arkeologen Bo Ulfhielm beskriver rovdjursjakten som en av samerna närmast monopoliserad syssla i Gävleborg och Dalarna. Ibland fick samerna motta klagomål från allmogen för att de ansågs skada viltbeståndet, vilket kom att resultera i att samers bössor beslagtogs vissa perioder på året.

I bland annat Gävleborg och Västernorrland finns ett stort antal fågelfångstanläggningar, med en i många fall känd samisk anknytning. I en studie av dessa fornlämningar föreslås att många av dem ursprungligen brukades av skogssamer och sedan fortsatte användas av sockenlappar, men även att medlemmar ur den icke-samiska befolkningen lärde sig samiska fångstmetoder.

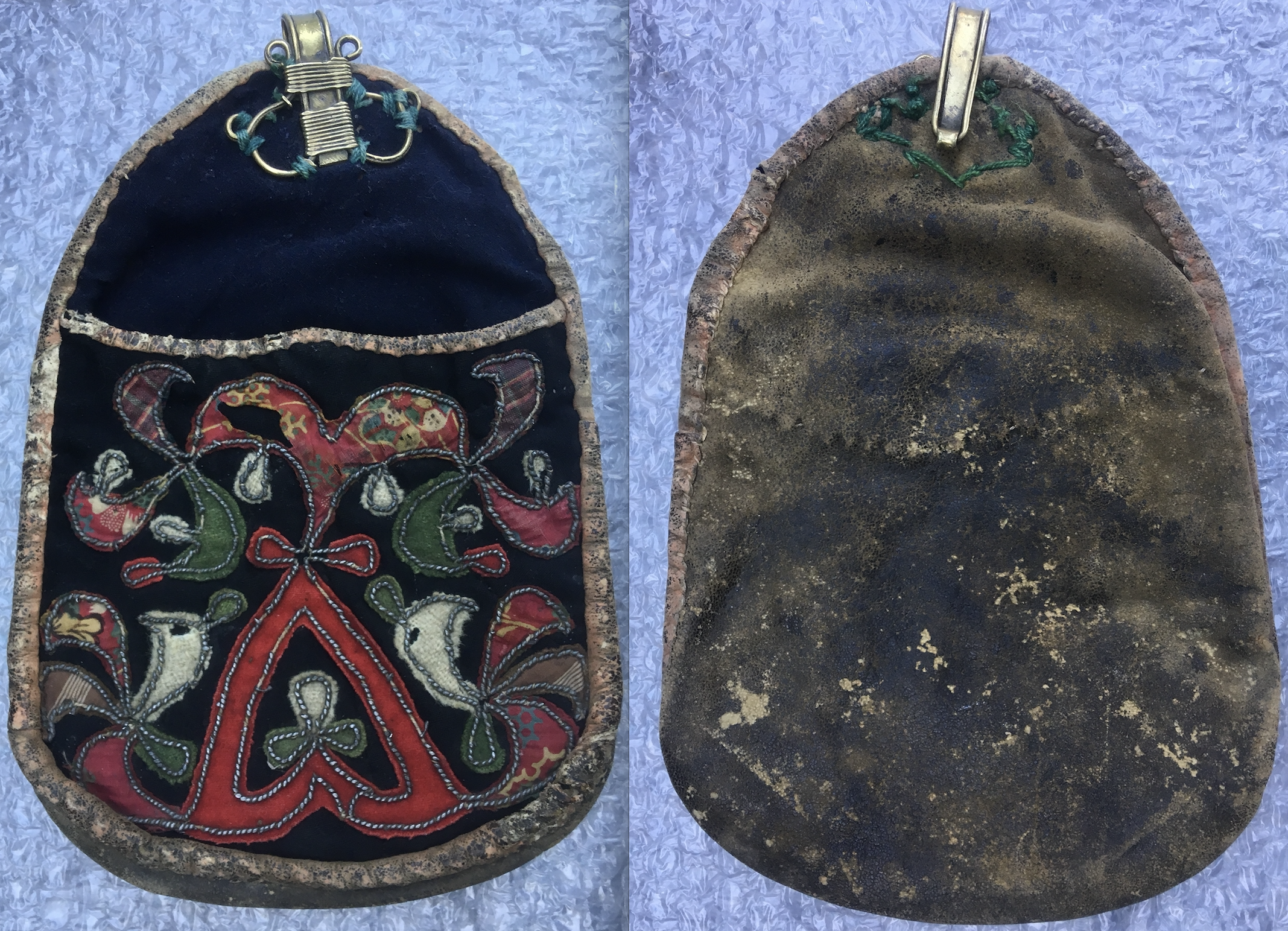
Tenntrådskonturerad kjolväska från Svärdsjö socken i Dalarna. Samer var specialiserade på sådana arbeten.

### Hantverk
De sydliga samerna var kända för sina hantverk som bland annat bestod av rotkorgar, hornarbeten, renskinnsprodukter, nottögor/notrep och tenntråd. Bröd-, förnings- och andra korgar tillverkades av björk-, gran- och tallrötter och var mycket vanliga i norra och mellersta Sverige. Samerna var även specialiserade på tenntrådsdragning, som tillverkades genom att dra tennet genom hål i dragskivor av renhorn. Därefter spanns tennet runt en tråd. En del sockendräkter i Hälsingland och Dalarna har tenntrådskonturerade kjolväskor. Många av dessa hantverk institutionaliserades genom uppkomsten av systemet med sockenlappar.

## Språk
Det finns få källor bevarade om de samiska dialekter som de sydliga samerna talade, men en ordlista med över 1 600 ord som upptecknades i Valbo utanför Gävle under 1770-talet har bevarats. Ordlistans upphovsman var Per Holmberger, en av Carl von Linnés lärjungar, men bakgrunden till ordlistan var länge höljt i dunkel tills språkforskaren Lars-Gunnar Larsson började att studera den. I ordlistan hittade Larsson begrepp för växter och djur som endast fanns söder om Dalälven och som inte passade in i en nord- eller fjällsamisk kontext. Ett av dessa ord var gosen milkie grasi, som kan direktöversättas till komjölkgräs och var ett namn för bosyska. Dessutom fanns en lång rad ord som hör samman med jordbruk och skomakar- och skräddaryrket, men även ord som berör med den samiska renskötseln. Holmberger uppgav att hans informanter var sockenlappar och ordlistan ger stöd för att det funnits en samisktalande befolkning i området kring Gästrikland under en lång period och att talarna var välintegrerade i lokalsamhället. Språket har drag av sydsamiskan och flera andra samiska varieteter, men har samtidigt sin särprägel.
Den norske prästen Thomas von Westen, även känd som Samernas apostel, skrev 1723 ett brev till prästerskapet i Jämtland som innehöll samiska ord och namn med koppling till samernas religion. Av skrivelsen framkommer att prosten Abraham Burman (1696–1750) i Offerdal i Jämtland tog hjälp av den samiska änkan Kerstin Jakobsdotter för att översätta dessa ord. Burman skriver att änkan främst ska ha vistats i Hälsingland och Medelpad, men även haft vissa kontakter med norska samer. Kerstin hade vissa svårigheter med att översätta orden, på grund av de stora skillnader som fanns mellan olika dialekter och att hon var kristen och hade begränsade kunskaper om den samiska religionen. Det är osäkert om hon talade samma samiska varietet som Holmberger dokumenterade i Gästrikland.

## Ortnamn

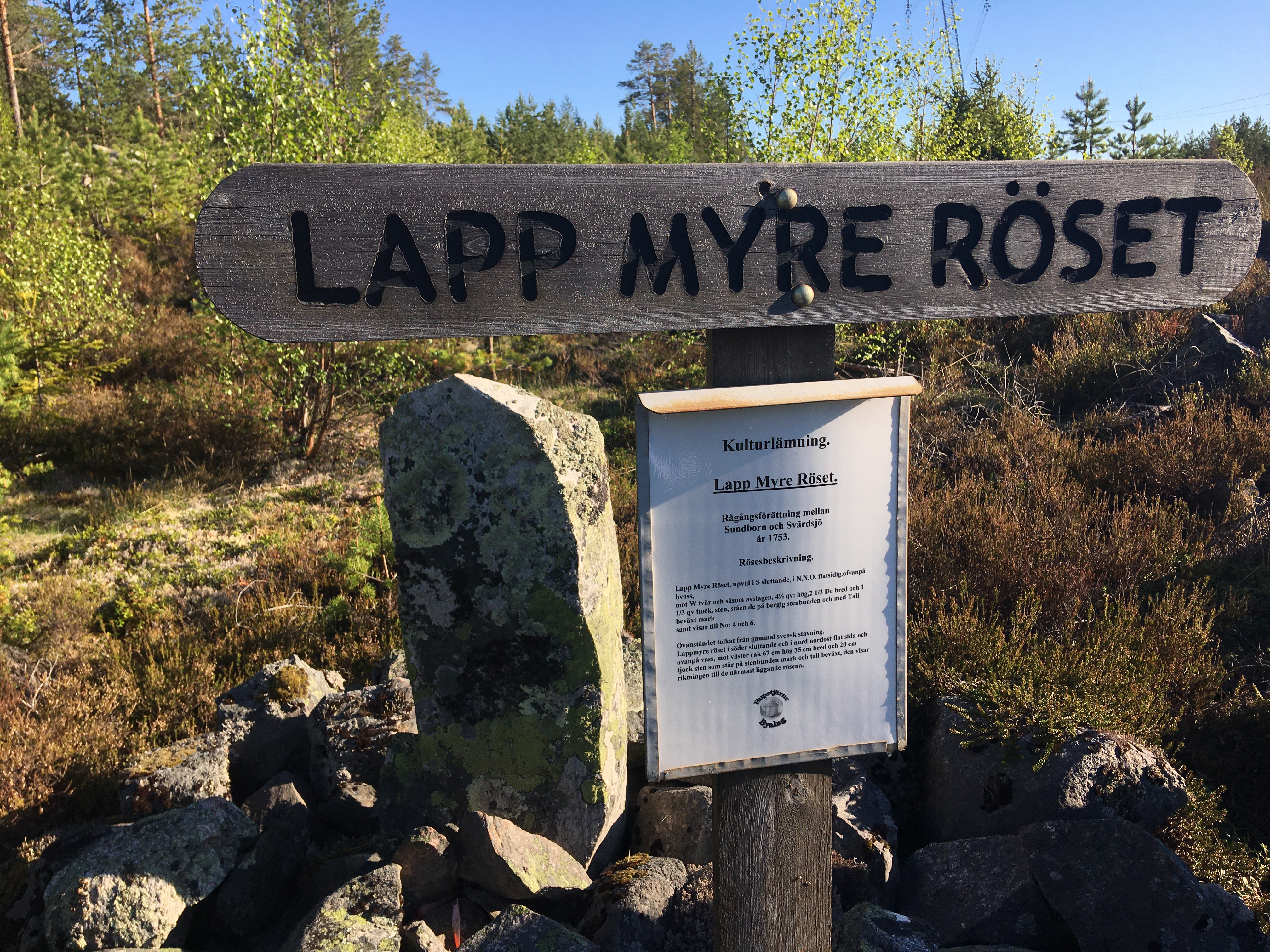
Lappmyreröset, gränsröse mellan Svärdsjö och Sundborns socknar i Dalarna.

Ortnamn kan vara en viktig indikator för en samisk närvaro i äldre tid, särskilt ortnamn som börjar på lapp, som Lappkällan, Lappbacken eller Lappåsen. Dessa ortnamn är vanliga i södra Norrland och delar av Svealand. De flesta av lapportnamnen har en samisk koppling, men en del har andra förklaringar. Ortnamns- och andra folkminnesuppteckningar beskriver ofta en samisk närvaro på platser med sådana namn. Topografiska benämningar är vanliga, som olika höjdbeteckningar eller ortnamn som anspelar på områden med häll- och myrmark. Detta var förmodligen vanliga platser för samisk bosättning. Lapportnamnen har visat sig viktiga vid inventering av samiska kulturmiljöer, och ibland finns lämningar efter samisk bosättning på sådana platser. Arkeologer undersökte 2021 en samisk kåtahärd vid Lapphällarna i Östervåla socken.
Dalarnas museum har gjort en inventering av lapportnamn i Dalarna. Den resulterade i att 153 platser kunde identifieras. De vanligaste namnen börjar på Lappmyr- (22), Lapphäll- (13), Lappberg- (9), Lappkäll-/Lapplandskäll- (8), Lapptjärn- (7), Lappvall- (6) och Lapphol- (5). I Gästrikland finns över 30 sådana namn.

## Religion
Få källor är bevarade om de sydliga samernas ursprungliga religion, innan de övergick till evangelisk-luthersk kristendom.

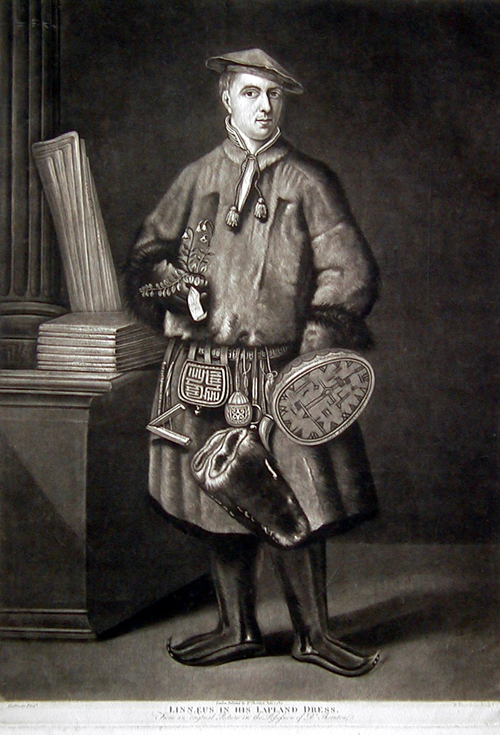
Carl von Linné iklädd samisk kolt hållande en samisk trumma. Han möter bl.a. samer i Jättendal 1732 och beskriver en samisk boplats i Äppelbo 1734.

I en handskrift från 1770-talets Gästrikland av Per Holmberger framgår det att samerna i landskapet kallade den samiska trumman, som var ett centralt ceremoniellt redskap i den samiska religionen, för gåudies. Enligt samma handskrift var flera av Holmbergers sagemän kristna:
Lapptrummor efter deras dialekt gaudies har ganska få ibland dem sett: de berättade mig dock likväl att några av deras folkslag blivit vist en sådan trumma av arkiatern och riddaren Linné. Gummorna berättade även för mig att de sett lapptrumma hos dem som nyligen kommit från Lappmarken: med budo tillika Gud bevara sig från sådana.
Björnen var ett centralt djur inom den samiska religionen och utövarna hade många ritualer och ceremonier som var kopplade till björnen. Holmberger gav en mycket detaljerad redogörelse för hur en samisk björnceremoni gick till och återgav en samisk jojk som han gav namnet björnvisan. Björnen hade stor betydelse även i andra sammanhang, då de sydliga samerna ofta anlitades som rovdjursjägare.
Två arkeologiska fynd av mässingshängen har gjorts på en samisk boplats från slutet av 1700-talet i Järvsö i Hälsingland, som har kopplats samman med den samiska trumman. Dessa hängen är mycket snarlika bevarade trumhängen på en sydsamisk trumma på Rautenstrauch-Joest-Museum i Köln. Strax intill det ena hänget påträffades ett språngben (som inte är matavfall) från brunbjörn, men om ett samband finns är oklart.
I samband med torvbrytning på Sundbornsmyrarna nordöst om Falun påträffades 1929 en människoliknande träfigur tillverkad av en tall med två stammar. På samma plats påträffades även hår och klövar från älg eller ren, men som inte tillvaratogs. Träfiguren har med kol-14-metoden daterats till någon gång mellan 1450 och 1650 och förmodas vara en samisk sejte. I Husby kyrka i Dalarna finns en medeltida takkrona tillverkad av två renhorn. Den har med kol-14-metoden daterats till 1450–1520. Arkeologer på Dalarnas museum menar att detta kan indikera att området har en äldre samisk närvaro än vad som tidigare varit känt, eller rent av att ljuskronan kan vara en gåva från lokala samer.

## Arkeologiska undersökningar
En handfull samiska boplatser med bekräftad eller föreslagen koppling till sydliga samer och yrkesgruppen sockenlappar har undersökts arkeologiskt under 2000-talet. Dessa har daterats från andra halvan av 1700-talet till början av 1900-talet och består främst av härd- och torplämningar. En av boplatserna ligger i Grundsunda i norra Ångermanland, två i Järvsö i Hälsingland, två i norra Uppland och en söder om Gävle.
I samband med dragning av en fjärrvärmeledning upptäcktes en samisk boplats från slutet av 1700-talet vid Lapphällan strax söder om Gävle. Boplatsen består av en kåtalämning med en rektangulär härd och undersöktes arkeologiskt 2022. Bland fynden fanns rödgods, kritpipor, djurben och knivar.
| Län                 | Socken     | Plats              | Lämningar            | Datering      | Undersökt |
| ------------------- | ---------- | ------------------ | -------------------- | ------------- | --------- |
| Gävleborgs län      | Järvsö     | Lappatäkten, Stene | Torplämning          | 1786–1813     | 2017–2018 |
| Gävleborgs län      | Järvsö     | Lappens, Uvås      | Torplämning          | 1800–1900-tal | 2019      |
| Gävleborgs län      | Gävle      | Lapphällan         | Kåtalämning          | 1700–1800-tal | 2022      |
| Uppsala län         | Östervåla  | Lapphällarna       | Härd av samisk typ   | 1800-tal      | 2021      |
| Uppsala län         | Nora       | Lappviken, Ingbo   | Torplämning          | 1800-tal      | 2021–2022 |
| Västernorrlands län | Grundsunda | Lill-Mosjön        | Härdar av samisk typ | 1700-tal      | 2000      |

### Järvsö i Hälsingland
I Järvsö socken har två sockenlappsboställen undersökts arkeologiskt mellan 2017 och 2019. Den äldsta ligger på Lappatäkta i byn Stene och består av lämningar efter en enkelstuga och en jordkällare. Sockenlappen Julius Andersson bosatte sig på Lappatäkten 1786 och efterträddes av sin måg Nils Andersson. Skriftliga källor visar att familjen bedrev renskötsel och rovdjursjakt, bland annat på björn. Jaktens betydelse styrks också av fyndet av björnben och bössflinta till ett flintlåsgevär. Bostaden hade förstuga, kammare och storstuga, men på fastigheten fanns även en källarbod, härbre, vedlider och hemlighus. Byggnaderna såldes på auktion 1813, efter Nils död, och flyttades. Totalt tillvaratogs 622 benfragment från bland annat häst, nötkreatur, får/get, brunbjörn, svin, hjortdjur och gös. De flesta benfragmenten antas vara matavfall då de huvudsakligen kommer från köttrika regioner. Hästslakt var en viktig arbetsuppgift för sockenlapparna och hästbenen indikerar att samerna själva konsumerade hästkött, någonting som var tabu hos bönderna. Benen från hjortdjur kan vara tamren.
Vid undersökningen på Lappatäkten påträffades stora mängder kritpipor, som tillverkats i bl.a. Falun, Stockholm och Holland. Dessa fynd och fragment av brännvinsflaskor visar på tobaks- och alkoholkonsumtion. Fyra fingerborgar och ett nålbryne indikerar att hushållet ägnade sig åt sömnad och ett trådnystan i bly-/tennlegering kan vara råmaterial för tillverkning av tenntråd. Glaspärlor, ett mynt från 1761 och en knapp i kopparlegering med flätbandsornamentik ingick också bland fynden. Ett mer extraordinärt fynd är en 2,5 kilo tung kanonkula som kan ha använts som en mal- eller glättsten. Två hjärtformade mässingshängen i pressbleck med punktornamentik har tolkats som hängen till en sydsamisk trumma.
Den andra bosättningen som undersökts är sockenlappsbostället Lappens i byn Uvås i Järvsö. Lämningarna består av grunden efter ett bostadshus som förmodligen haft två rum och i närheten finns odlingsrösen och andra spår efter mindre odlingar. Fynden påminner om vad man kan finna i en vanlig torplämning, med undantag från matavfall från häst, och den samiska identiteten är inte lika tydlig som bland fynden från Lappatäkten. I stugan bodde familjen Stenlund som bosatte sig i socknen omkring 1815. Bland fynden finns skärvor av porslin, stengods, fajans men även yngre rödgods. Delar av glasflaskor, skärvor av pressglas, stora mängder fönsterglas och kritpipsfragment av okänd tillverkning fanns också på boplatsen. De enda mynt som påträffades var två kopparmynt från 1808 och eventuellt 1825. Järnföremål är också vanligt i materialet såsom spikar, hästskor och beslag. Det fanns även ett krön till en selbåge och fragment av ett lieblad, en järngryta, en järnhäll med flera föremål. I spisröset återfanns tegelstenar av lokal tillverkning. Det fanns också spår efter taktegel, som tillverkats av ett okänt bruk med stämpeln WB. Andra fynd var en griffel, nålbryne, två flintbitar och möjligtvis glättstenar. 860 benfragment har registrerats och de är både brända och obrända. Dessa kommer från nöt, häst, svin, får/get och ekorre. Det är mestadels matavfall och de vanligaste benen är från nöt och häst. Förekomsten av matavfall från häst styrker en samisk koppling.

### Lill-Mosjön i Ångermanland
I Lill-Mosjön i Grundsunda socken, norra Ångermanland, genomfördes en arkeologisk undersökning år 2000 inför byggandet av Botniabanan. Utöver förhistoriska lämningar undersöktes två härdar av samisk typ, som förmodas vara från 1700-talet. Fyndmaterialet tyder på att boplatsen inte är fjällsamisk eftersom den sannolikt användes sommartid. Flera av fynden kan kopplas till yrkesgruppen sockenlappar.
En av härdarna hade en oval form, men var inte lika välkonstruerad som den rektangulära härden på samma boplats. Härdarnas konstruktion antyder att det funnits kåtor på platsen, men inga övriga konstruktionslämningar fanns. Det kan vara lämningar efter tältkåtor eftersom de lämnar få spår efter sig. I nära anslutning till den ovala härden påträffades kritpipor (tillverkade 1740–58 i Stockholm), mynt (1635–42, 1719–49) och redskap (till exempel en s-formad skinnskrapa och en järnhacka som kan användas för att ta upp rötter till rotslöjd) samt ben efter häst och nötkreatur. Kring den rektangulära härden registrerades fynd av brända ben (som ej gått att artbestämma), en kniv och ett mynt från 1749. Andra fynd på boplatsområdet var ett hästskofragment, eldstål med kvarts, en hyska och en knapp liksom en lång rad andra fynd.

### Nora och Östervåla i Uppland
Två samiska boplatser har undersökts i norra Uppland. Vid Lapphällarna i Östervåla undersöktes en eldhärd efter vad som förmodligen varit en tältkåta och utifrån kol-14-dateringar är den troligaste dateringen 1800-talet. Den andra boplatsen är ett sockenlappsboställe vid Lappviken i Nora socken, där sockenlappen Jan Olsson bör ha bosatt sig i början av 1800-talet. Ett bevarat bystämmoprotokoll från Östa 1796 visar att samerna vid Lappviken förbjöds att "beta sina renar på våra betesställen", vilket kan vara orsaken till att Jan Olssons familj övergick till bofasthet. De försörjde sig bland annat på rovdjursjakt, hantverk, småskalig odling och möjligtvis en begränsad boskapsskötsel. På boplatsen finns en bevarad stuga som tillhört samma släkt och två lite äldre husgrunder, varav den ena har delundersökts. Förmodligen har det funnits minst två hushåll på platsen. På boplatsen påträffades 93 obrända och ett bränt djurben från nöt, svin och får/get. Ben från vilda djur och häst saknades helt. Andra föremål var keramik (däribland ett keramikfat från slutet av 1800-talet), fönsterglas, matbestick, knappar, en ring, en fingerborg och blandade järnföremål.

## Galleri

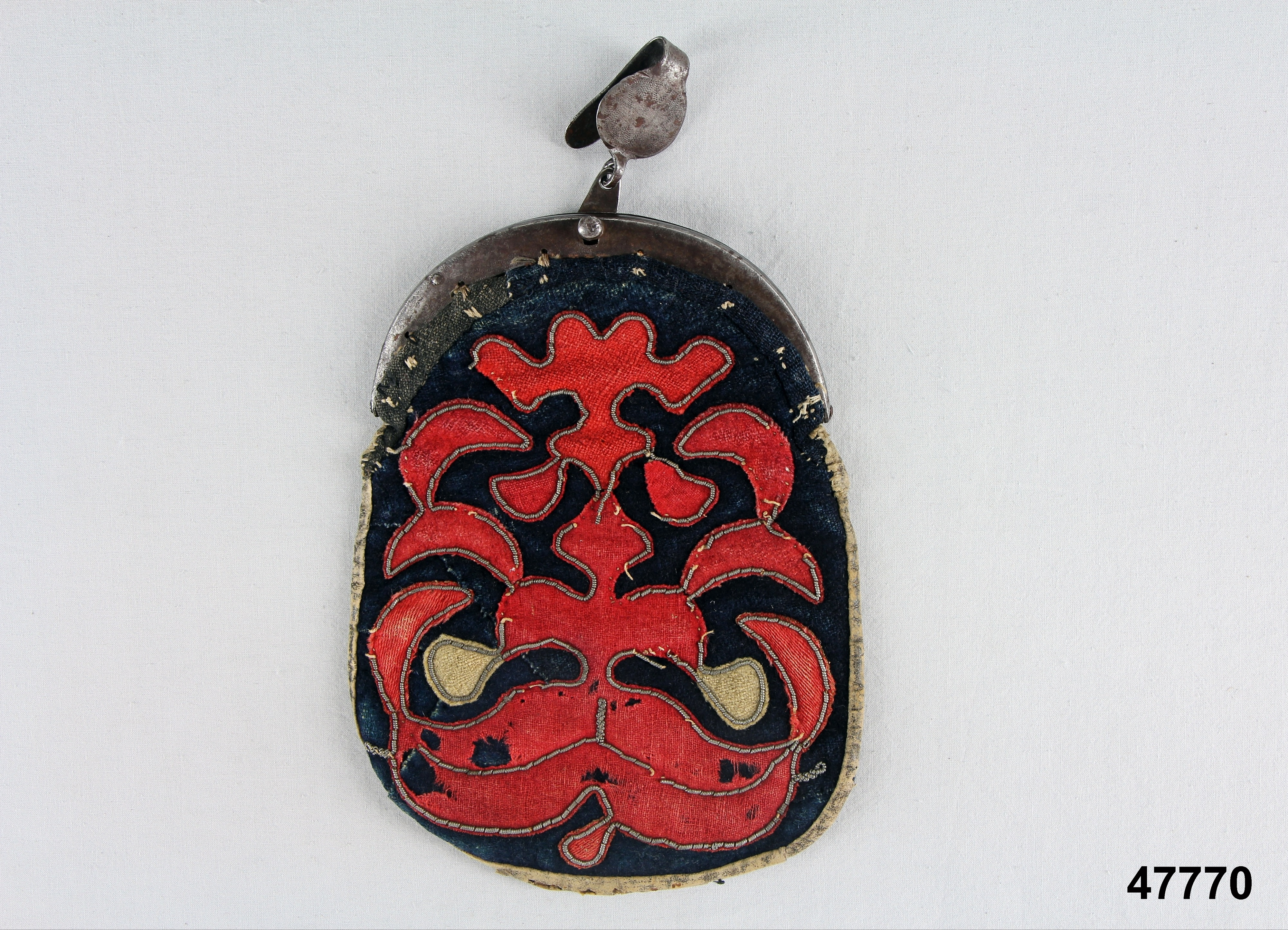
Kjolväska (framsida)
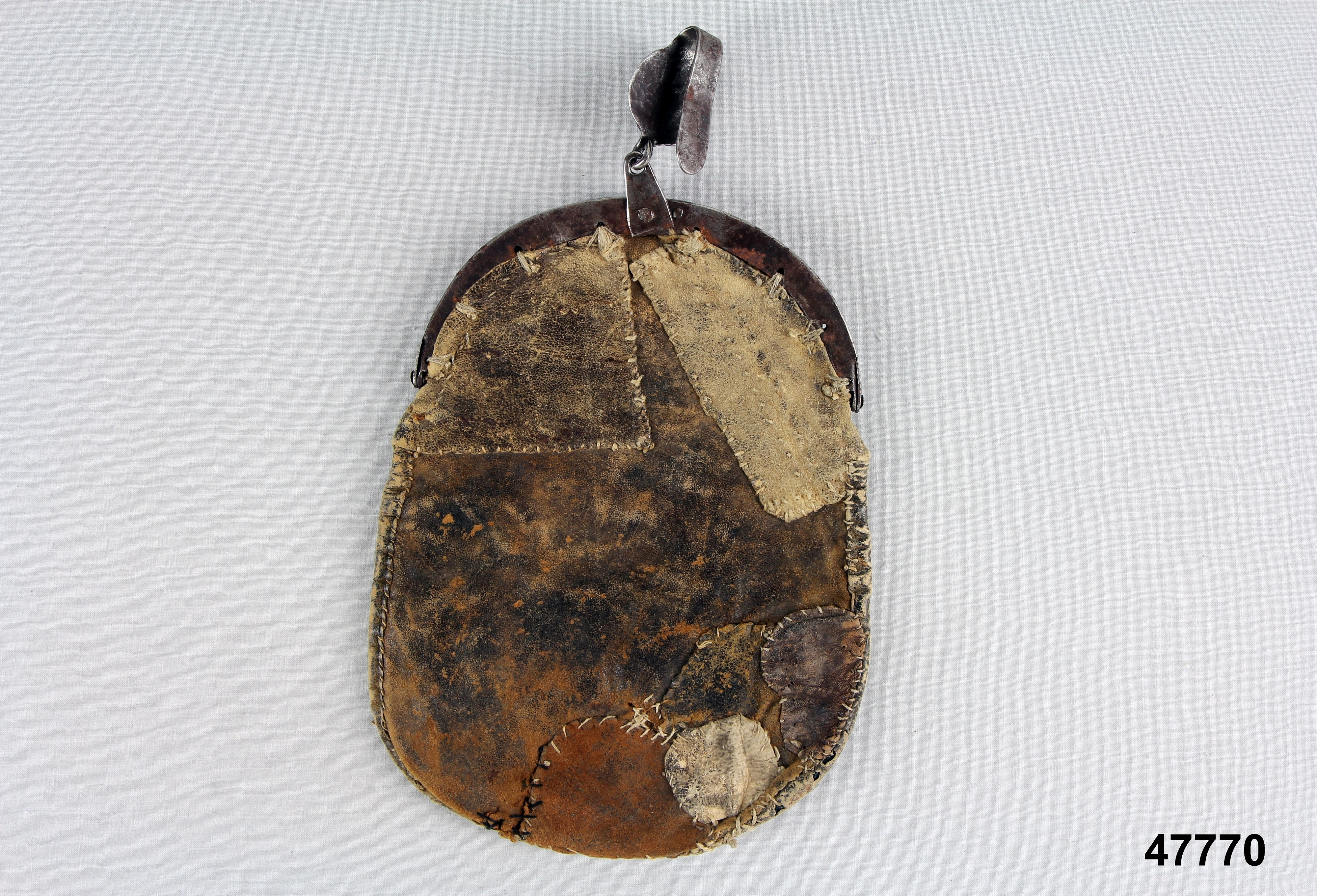
Kjolväska (baksida)
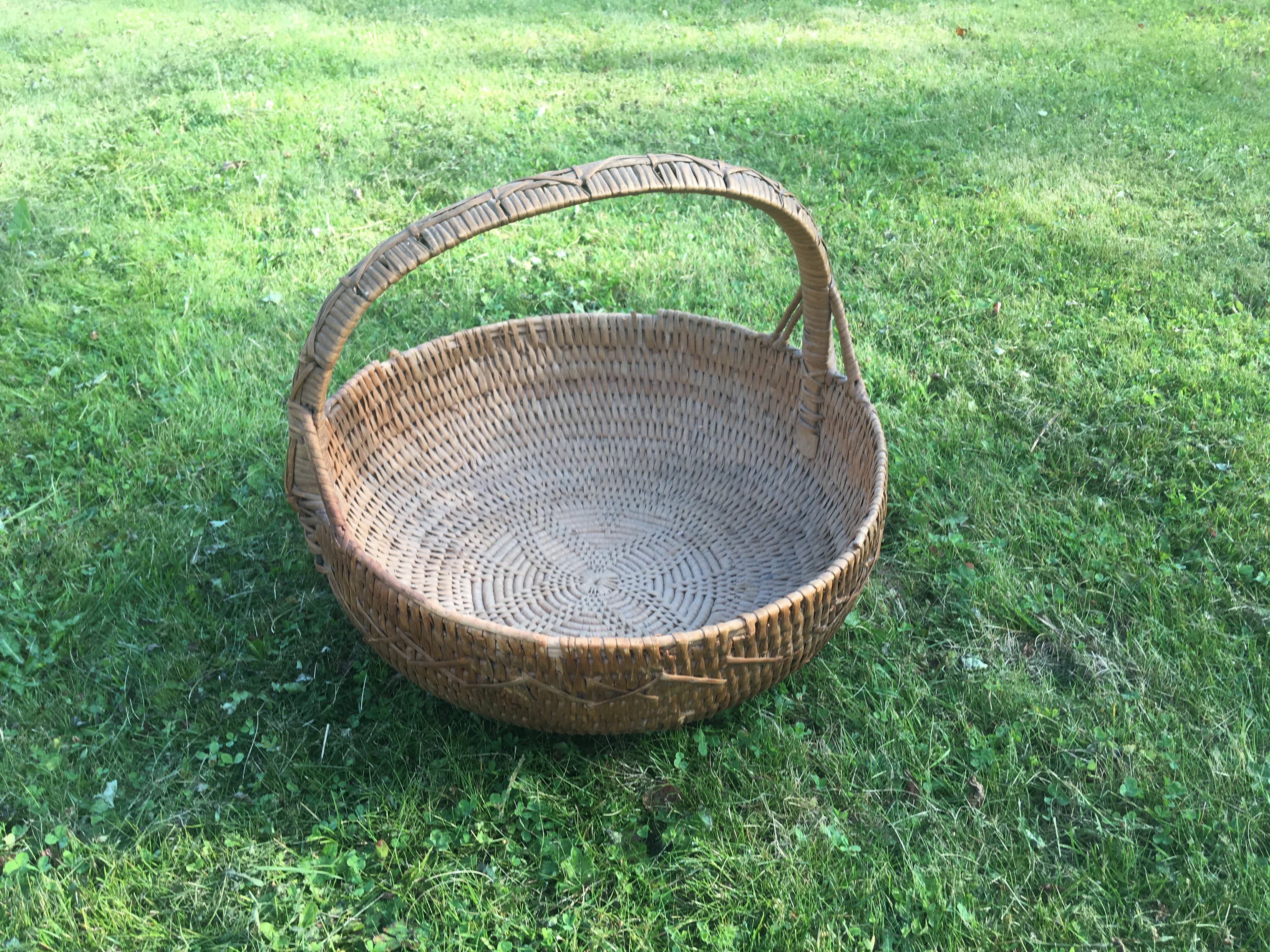
Förningskorg från Dalarna
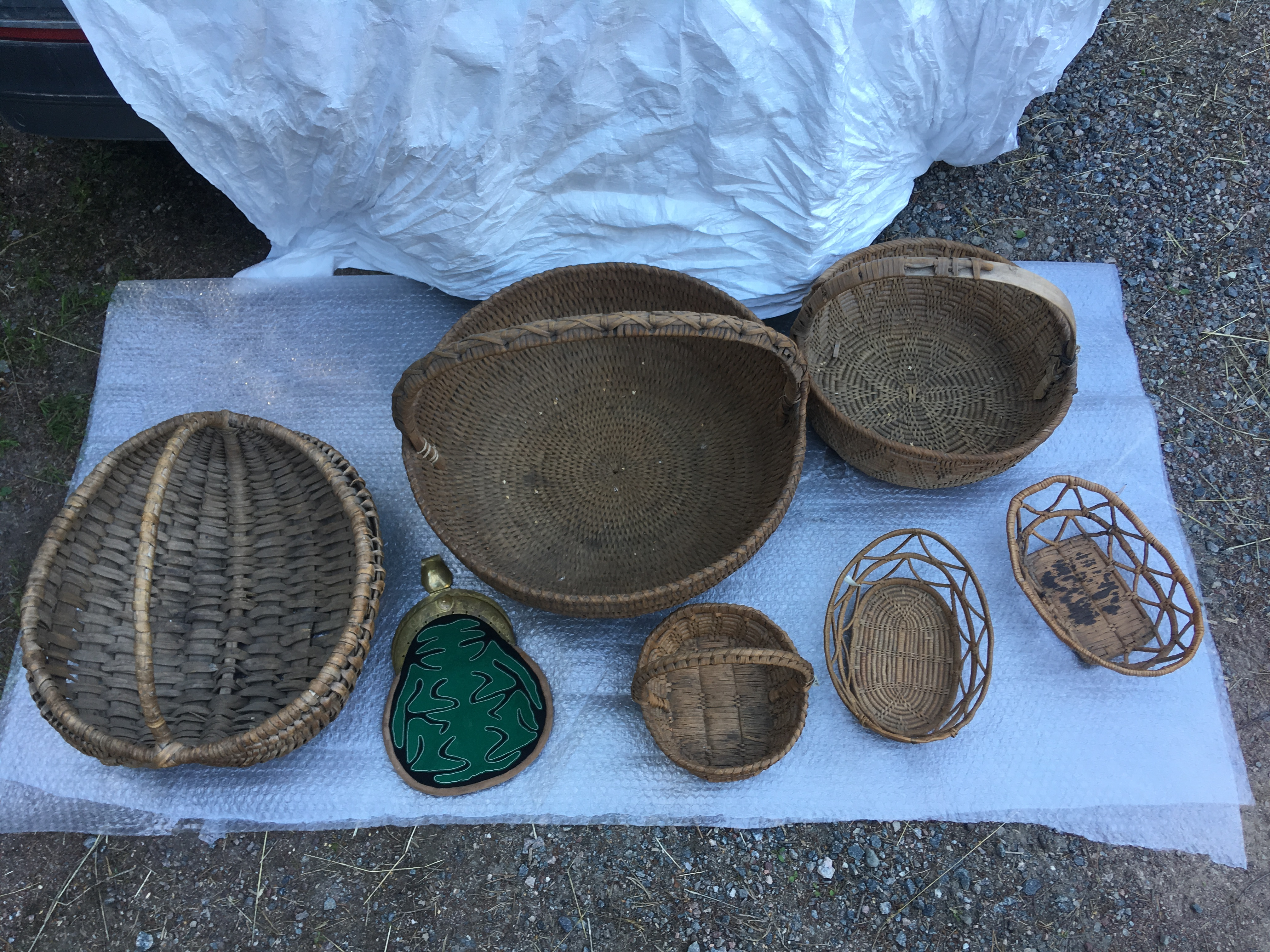
Samiska hantverk från Dalarna och Hälsingland

## Folkmängd
Den historiska befolkningsstatistiken över den samiska befolkningen i Sverige är bristfällig. Tabellverket rapporterade den samiska folkmängden vart femte år från 1805 till 1855. Därefter tog Statistiska centralbyrån (SCB) över och sammanställde statistiken vart tionde år med start 1860. Eftersom den samiska folkmängden även beräknades på lokal och regional nivå kan statistiken ge oss en bild av den samiska folkmängden i olika delar av landet. Tabellerna baseras på den länsindelning som fanns år 2000.
Tabellverket lät sammanställa uppgifter om den samiska befolkningen vart femte år från 1805 till 1855. Statistiken baserades på inrapporterade uppgifter ur kyrkoböckerna, som var den tidens folkbokföring, vilket gör Tabellverkets statistik till en sekundärkälla. Enligt SCB har rubrikerna i Tabellverkets folkmängdsformulär "ej blifvit nog skarpt begränsade, kan Lappbefolkningens hela antal ej uppgifvas för tidigare år än från och med 1825, och civilståndet fullständigt ej förr än från och med året 1840". En omarbetning av Tabellverkets statistik genomfördes 1860 av SCB (se nedan), som utgick från folkmängdsformulären på prosterinivå eftersom "dessa befunnos nemligen från de trakter, som af Lapparne bebos, flerstädes under andra rubriker uppförde Lappar, hvilka vid länssammandragens upprättande ej blifvit utförde afskiljde från de andra till samma rubrik hörande personerna".
| [ 63 ]                | 1805 | 1810 | 1815 | 1820 | 1825 | 1830 | 1835 | 1840 | 1845 | 1850 | 1855 |
| --------------------- | ---- | ---- | ---- | ---- | ---- | ---- | ---- | ---- | ---- | ---- | ---- |
| Gävleborgs län        | 38   | 33   | 28   | 28   | 119  | 102  | 96   | 56   | 61   | 50   | 51   |
| Dalarnas län*         | 13   | 11   | 9    | 7    | 45   | 40   | 43   | 30   | 9    | 6    | 8    |
| Västernorrlands län** | 73   | 94   | 66   | 75   | 244  | 197  | 232  | 159  | 185  | 173  | 92   |
| Övriga sydliga län    | 37   | 1    | 6    | 3    | 33   | 16   | 30   | 12   | 0    | 11   | 0    |
| Totalt                | 161  | 139  | 109  | 113  | 441  | 355  | 401  | 257  | 255  | 240  | 151  |

SCB genomförde en nationell folkräkning vart tionde år med start 1860 och inkluderade statistik om den samiska befolkningen. Den samiska folkmängden för 1890 är för lågt räknad och är möjligtvis ett beräkningsfel. 
|                       | 1860 | 1870 | 1880 | 1890 | 1900 | 1910 | 1920 | 1930 |
| --------------------- | ---- | ---- | ---- | ---- | ---- | ---- | ---- | ---- |
| Gävleborgs län        | 34   | 44   | 5    | 0    | 4    | 4    | 1    | 175  |
| Dalarnas län*         | 0    | 0    | 1    | 0    | 6    | 2    | 0    | 175  |
| Västmanlands län      | 0    | 4    | 0    | 0    | 0    | 0    | 0    | 175  |
| Västernorrlands län** | 130  | 111  | 108  | 17   | 112  | 115  | 138  | 175  |
| Övriga sydliga län    | 0    | 0    | 0    | 0    | 0    | 3    | 10   | 175  |
| Totalt                | 164  | 159  | 114  | 17   | 122  | 124  | 149  | 175  |

*) Det fanns en fjällsamisk befolkning i Idre och Särna i Dalarnas län, men siffror för dessa områden har ej beräknats. **) Denna kategori kan inkludera flera olika samiska grupper, såsom bofasta samer, sockenlappar och flyttsamer.